# Youssouf Traoré (calciatore 1998)
Youssouf Traoré (22 gennaio 1998) è un calciatore maliano, difensore dello Chabab Mohammedia.

## Carriera

### Club
Ha esordito nella massima serie del Mali con il Djoliba nel 2014. In seguito, dopo aver giocato anche 6 partite in Coppa della Confederazione CAF, nel 2019 si trasferì in Marocco all'Ol. Khouribga, club di prima divisione.

### Nazionale
Ha giocato la sua unica partita con la Nazionale maliana il 20 giugno 2015.